# Concessionária de Águas e Esgotos de Nova Friburgo
A Concessionária de Águas e Esgotos de Nova Friburgo - Caenf é uma empresa privada responsável pela execução dos serviços de saneamento básico na cidade de Nova Friburgo. 
Foi fundada em 2009.